# Dulcie's Adventure
Dulcie's Adventure è un film muto del 1916 diretto da James Kirkwood che aveva come interpreti Mary Miles Minter e Harry von Meter. L'attrice, all'epoca quattordicenne, aveva già recitato per la Mutual Star Production in Youth’s Endearing.

## Trama
I Randolph, famiglia aristocratica del Sud, è caduta in rovina. Quando zia Emma muore, l'altra sorella zitella, zia Netta, pensa bene di sfruttare i nobili natali e la bellezza della nipote Dulcie per combinare per lei un ricco matrimonio che solleverebbe le sorti della famiglia. Così parte con lei per la California, a caccia di un marito milionario. Dulcie non è per niente contenta, perché pensa sempre a Harry, il suo ragazzo della drogheria che ha lasciato in Virginia.

Netta è felice perché ha trovato un ricco pretendente per Dulcie, addirittura un conte. Il giorno del matrimonio, la ragazza scopre però che il supposto conte è un imbroglione e i suoi milioni sono in realtà frutto di una rapina in banca.

Harry, appena giunto dalla Virginia per riprendersi la sua ragazza, arriva giusto in tempo per vedere arrestato ai piedi dell'altare il falso conte. Visto che lo sposo non c'è più, si offre volontario per prenderne il posto, offerta che viene colta al volo da Dulcie.

## Produzione
Il film fu prodotto dall'American Film Manufacturing Company.

## Distribuzione
Distribuito dalla Mutual, il film uscì nelle sale cinematografiche statunitensi il 2 ottobre 1916. Nel 1919, conobbe una nuova distribuzione con il titolo No Wedding Bells.

### Conservazione
Non si conoscono copie ancora esistenti della pellicola che viene considerata presumibilmente perduta.